# نوو دوور مازوویتسکی
نوو دوور مازوویتسکی (به لاتین: Nowy Dwór Mazowiecki) یک منطقهٔ مسکونی در لهستان است که در شهرستان نوو دوور مازوویتسکی واقع شده‌است. نوو دوور مازوویتسکی ۳۰٫۲۳ کیلومتر مربع مساحت و ۴۲٬۴۵۲ نفر جمعیت دارد.